# Гавриловка (Ростовская область)
Гаври́ловка — хутор в Кашарском районе Ростовской области.
Входит в состав Киевского сельского поселения.

## География
На хуторе имеется одна улица: Дружбы.

## Население
| 2010 |
| ---- |
| 50   |